# Anorganische verbinding

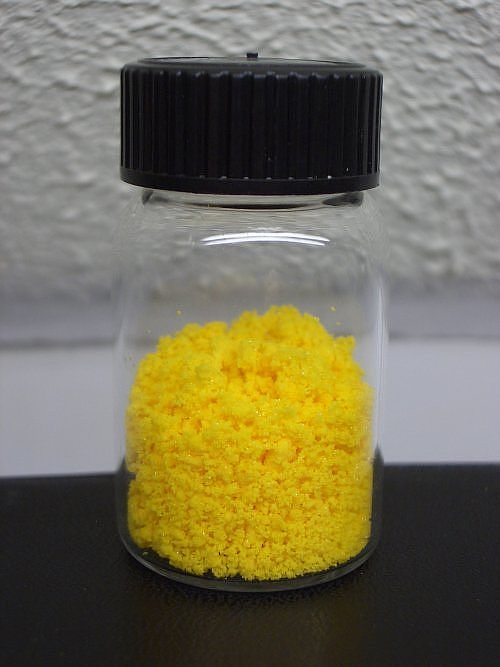
Cerium(IV)sulfaat is een anorganische verbinding, bestaande uit de elementen cerium, zwavel en zuurstof.

Anorganische verbindingen zijn verbindingen die geen organische verbinding zijn, en dus geen covalente binding tussen een koolstof- en een waterstofatoom bevatten. Talrijke anorganische verbindingen maken deel uit van de aardkorst, zoals metalen en mineralen. Voorbeelden van anorganische verbindingen zijn water, ammoniak, zwaveldioxide, natriumchloride, en alle nitraten en fosfaten.
Hoewel anorganische verbindingen vaak worden geassocieerd met verbindingen van metalen (met inbegrip van hoofdgroepmetalen, overgangsmetalen, alkalimetalen en aardalkalimetalen), vallen minstens evenveel verbindingen van metalloïden, niet-metalen, halogenen, edelgassen, lanthanoïden en actinoïden als anorganisch aan te duiden. 

## Koolstofhoudende anorganische verbindingen
De gassen koolstofdioxide en koolstofmonoxide zijn voorbeelden van koolstofhoudende, anorganische verbindingen. Daarnaast zijn er koolstof-bevattende, anorganische zouten als carbonaten, carbiden, cyaniden, cyanaten en thiocyanaten.
1. ↑  In het algemeen is de bewering dat organische verbindingen covalente koolstof-waterstof-bindingen bevatten wel waar, maar een aantal verbindingen uit de groep koolstofoxiden of de perhaloalkanen (tetrachloormethaan, tetrachlooretheen is makkelijker te benaderen als organische verbinding, vooral ook omdat de synthese ervan gebruik maakt van synthetisch-organische technieken.